# Låsbräknar
Låsbräknar (Botrychium) är ett av tre släkten i familjen låsbräkenväxter. Släktet är kosmopolitiskt och finns i både tropiskt och tempererat klimat och består av minst 39 arter. En art ormtunga och alla Europas sju låsbräkenarter växer i Sverige .

## Utseende och ekologi
Låsbräknar har en kort jordstam som skjuter upp blad med en skaftad tvådelad skiva. Den ena delen är fertil och kantad av sporangier, den andra delen är steril och fotosyntetiserande. Den sterila delen är parflikig eller upprepat parflikig hos europeiska arter, men tropiska arter kan vara mycket större och då är de upprepat parflikiga och finflikiga. De i Sverige växande arterna är 5–15 cm höga och ganska svåra att finna. Flera av dem är också sällsynta (se rödlistade arter).

## Etymologi
Botrychium kommer av grekiskans botrychos, druvstjälkig, av botrys som betyder druva. Detta syftar på att den sporbärande delen av bladet liknar en druvklase. Namnet låsbräken syftar på något helt annat. Bräken är enligt Svenska Akademiens ordbok av okänt ursprung och det används på många ormbunksväxter. Förledet lås- kommer sig av låsbräkenbladets likhet med en gammaldags nyckel. Den har också kallats låsgräs, fjätterört, månfjättra, månruta och guckugras (gökgräs). Folktron hävdade att ett blad av låsbräken kunde öppna alla lås.

## Låsbräken i folktron
Vanlig låsbräken har varit känd för sina trolldomsegenskaper. Artepitetet lunaria syftar, förutom på bladformen, på att denna ört ensam av alla trolldomsväxter skulle plockas vid fullmåne. I Norden skulle den plockas vid Kristi Himmelsfärdsdagen, men i övriga nordeuropa skulle den helst plockas redan på Valpurgisnatten.
Låsbräkens magiska verkan har mest gällt påverkan på metaller. Från många håll berättas hur dessa små växter "förmår öppna alla lås och bojor samt finner dolda skatter". I Finland heter låsbräken "noidanlukko" (trollnyckel). Härledningarna till månen kan tyda på riktigt ålderdomlig folktro, något som även avspeglas i de gamla nordiska namnen Månfjättra och Månruta för B. lunaria. Ända in i modern tid lär man i Tyskland ha låtit kor beta låsbräken, för att betäckningen skulle "ta" bättre. I sitt arbete om "Växterna i de gamlas föreställningar" (1911) berättar Henriksson att "den flicka som finner växten blir gift inom året".

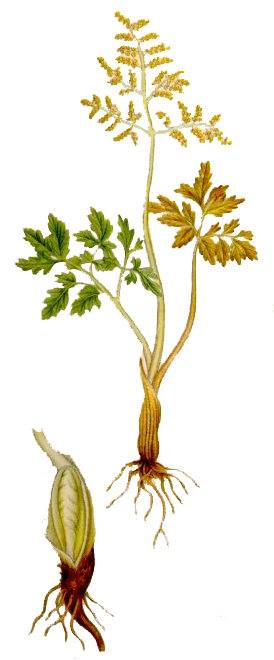
Botrychium multifidum
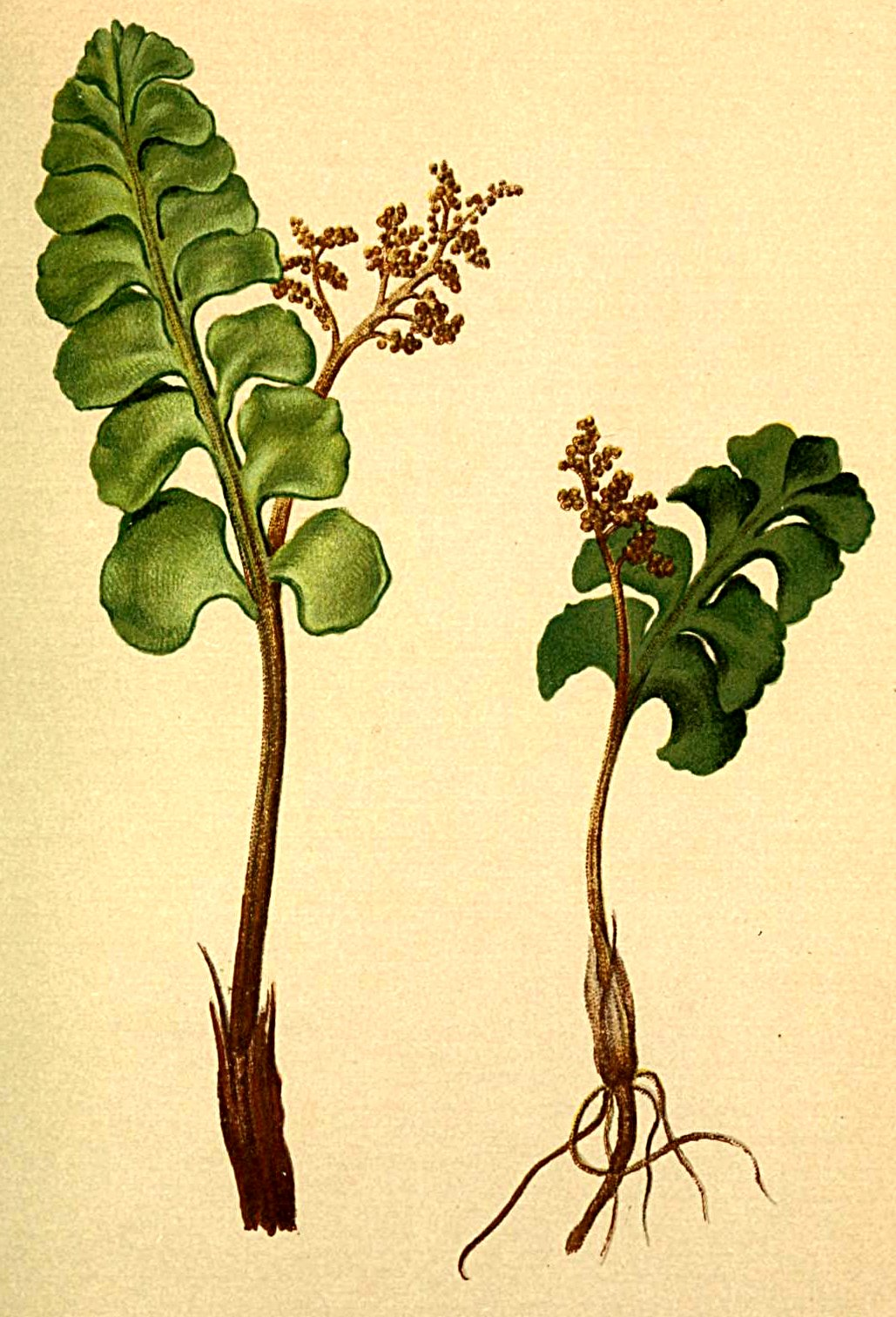
Låsbräken Botrychium lunaria
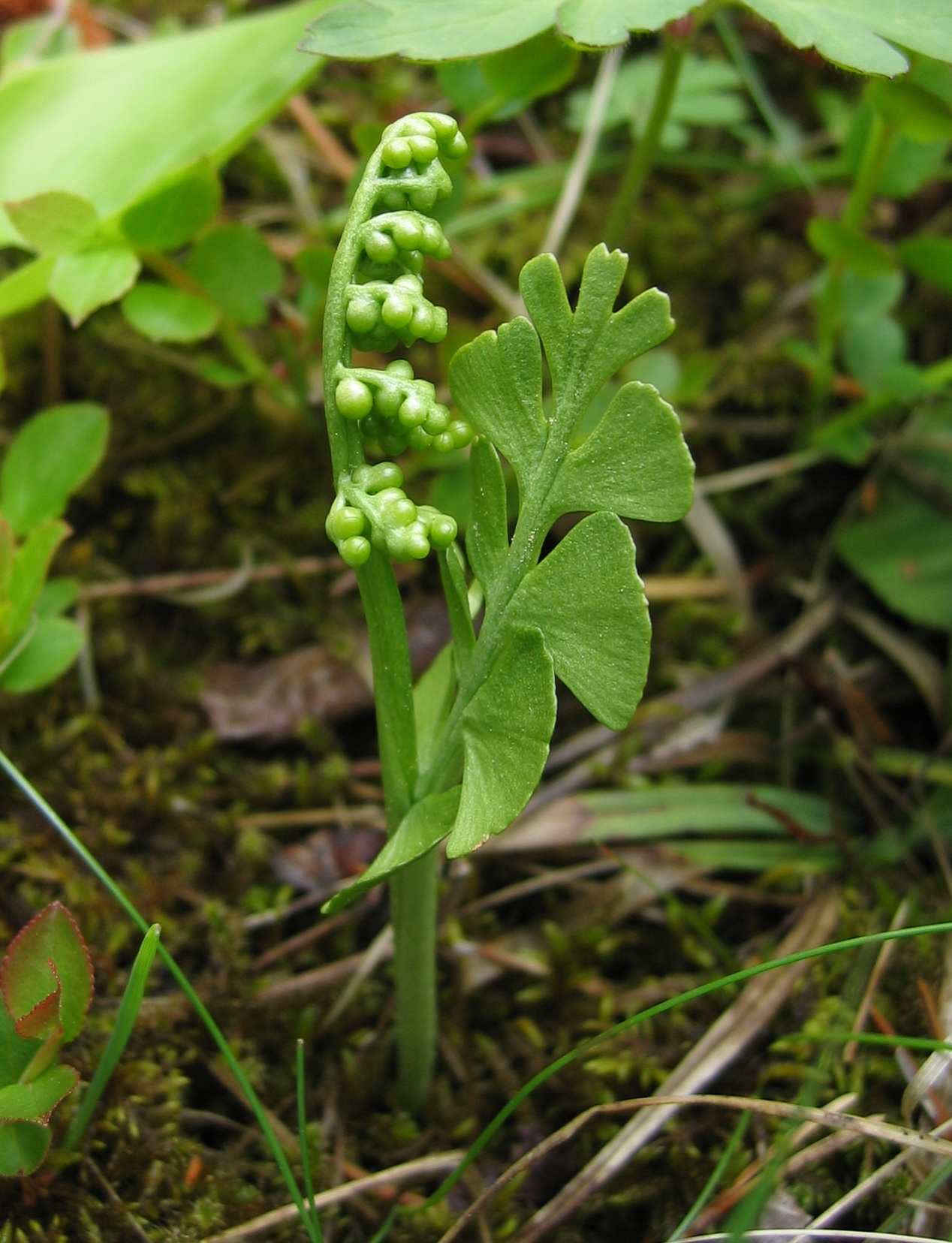
Ungt blad av låsbräken.
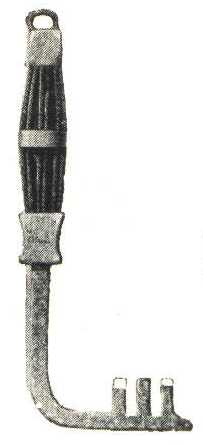
Nyckel från vikingatiden, Nordisk familjebok.